# Шумахер, Патрик
Патрик Шумахер (англ. Patrik Schumacher; 1961, Германия) — архитектор, с конца 1990-х годов директор архитектурной студии Zaha Hadid Architects. Один из основоположников и теоретиков стиля параметризм.
Шумахер публикует теоретические статьи в архитектурных журналах и сборниках с 1996 года.
Термин «параметризм» впервые был пущен в массовый оборот после публикации книги Патрика Шумахера «Манифест параметризма», опубликованый в 2008 году. В этой книге Патрик Шумахер обоснованно и убедительно доказывает что параметризм, появившийся в 1990-е годы как новый стиль, основанный на новых принципах компьютерного моделирования, это новый глобальный стиль пришедший на смену стилю модерн; параметризм зародившийся в среде архитектуры, неизбежно распространится на все сферы человеческой деятельности. А год спустя опубликовал статью «Параметризм: новый глобальный стиль для архитектуры и городского дизайна» в журнале «Архитектурный дизайн».
Продвигая приоритет рыночных идей против социального жилья, спровоцировал споры об изменении традиционных жилищных правил и централизованной системы городского планирования. Мировоззрение Шумахера совпадает с анархо-капитализмом, в пользу тотальной приватизации всех аспектов архитектурной среды и инфраструктуры и её децентрализации.
В своих трудах и лекциях Шумахер объявлял и пропагандировал свой исследовательский проект «параметрической семиологии на основе агентов», в которой утверждается, что социальная функциональность искусственной среды зависит от её коммуникативной способности как семиологически закодированного поля, которое информирует и инструктирует социальных субъектов и тем самым координирует социальные процессы. Шумахер называет это «семиологическим проектом» и предлагает новую форму агентного моделирования толпы, которую он называет «моделированием жизненного процесса», которая, как утверждается, позволяет реализовать этот подход, в результате чего имитированное, зависящее от кадров поведение толпы представляет значение и цель проекта в модели проекта, таким образом делая его восприимчивым к последовательным оптимизационным улучшениям.